# Musée Déri
Pour les articles homonymes, voir Déri.
Le Musée Déri (hongrois : Déri Múzeum, prononcé [ˈdeːɾi ˈmuːzɛum]) est un musée consacré à l'histoire de la Hongrie situé à Debrecen. L'édifice est l'œuvre de Dénes Györgyi.